# Taouzint
Taouzint (en àrab توزينت. Tawzīnt; en amazic ⵜⴰⵡⵣⵉⵏⵜ) és una comuna rural de la província d'El Kelâa des Sraghna, a la regió de Marràqueix-Safi, al Marroc. Segons el cens de 2014 tenia una població total de 5.651 persones.